# Poul Qvist Jørgensen
Poul Qvist Jørgensen (født 10. august 1941 i Sjøstrup, Aalborg Amt) er en dansk afdelingsleder og tidligere folketingsmedlem for Socialdemokratiet.
Folketingsmedlem for Sønderjyllands Amtskreds 10. jan. 1984-11. marts 1998 og fra 20. nov. 2001. Midlertidigt medlem af Folketinget for Sønderjyllands Amtskreds i 1999 for Lis Greibe.
Søn af overlærer Jørgen Kristian Jørgensen og husmoder Edith Agnete Qvist Jørgensen.
Realeksamen Haderslev Statsseminariums Øvelsesskole 1958. Ophold på Idrætshøjskolen i Sønderborg 1958-59. Lærereksamen Haderslev Statsseminarium 1964.
Fængselslærer ved Statsfængslet på Kragskovhede 1965-70. Undervisningsleder ved Statsfængslet ved Horserød 1970-74. Undervisningsministeriets konsulent i alkohol- og narkotikaspørgsmål for Vejle og Sønderjyllands Amter 1974-76. Afdelingsleder og ekspeditionssekretær ved socialforvaltningen i Sønderjyllands Amtskommune 1976-84. Fagkonsulent i selvejende institution under Socialministeriet, Videnscenter om Alkohol samt lærer ved Københavns Fængsler 1998-2002.
Udpeget af Sønderjyllands Amtsråd til sessionsarbejdet 1978-81. Medlem af ICAA's undervisningsgruppe 1981-84. Medlem af Rødekro Kommunalbestyrelse 1978-84, formand for henholdsvis det kulturelle udvalg 1978-82 og det sociale udvalg 1982-84. Landsformand for Daginstitutionernes Landsorganisation 1984-94, formand for Forsvarets Oplysnings- og Velfærdstjeneste 1991-98 og formand for skibsprojektet »Sikker Havn«. Medlem af North Atlantic Assembly's underudvalg vedrørende menneskerettigheder.
Medarbejder ved »Alkohol til skræk og glæde«, 1975. Har skrevet »Alkoholdninger«, 1976, »Nogle bemærkninger om folkeskolelovens § 6, stk. 6«, 1976, samt »Alkoholdebat«, 1979.
Partiets kandidat i Løgumklosterkredsen fra 1980 og i Haderslevkredsen fra 1983.